# Нація в поході
«Нація в Поході» — журнал, друкований орган гетьмана Скоропадського, що видавався українською мовою в Берліні впродовж 1939—1941. Згодом журнал виходив у Празі.

## Історія
Серед постійних авторів журналу були діячі гетьманського руху Василь Кужим, Осип Губчак, який заснував доктрину «українського імперіалізму». Також друкувалися Осип Назарук, Борис Гомзин, Варфоломій Євтимович, Михайло Омелянович-Павленко, Всеволод Петрів, Вадим Щербаківський